# Udo Langhoff
Udo Langhoff (* 11. Juli 1912 in Hamburg; † 13. September 1994 in Buchholz in der Nordheide) war ein deutscher Schauspieler, Fernsehregisseur und -produzent.

## Leben

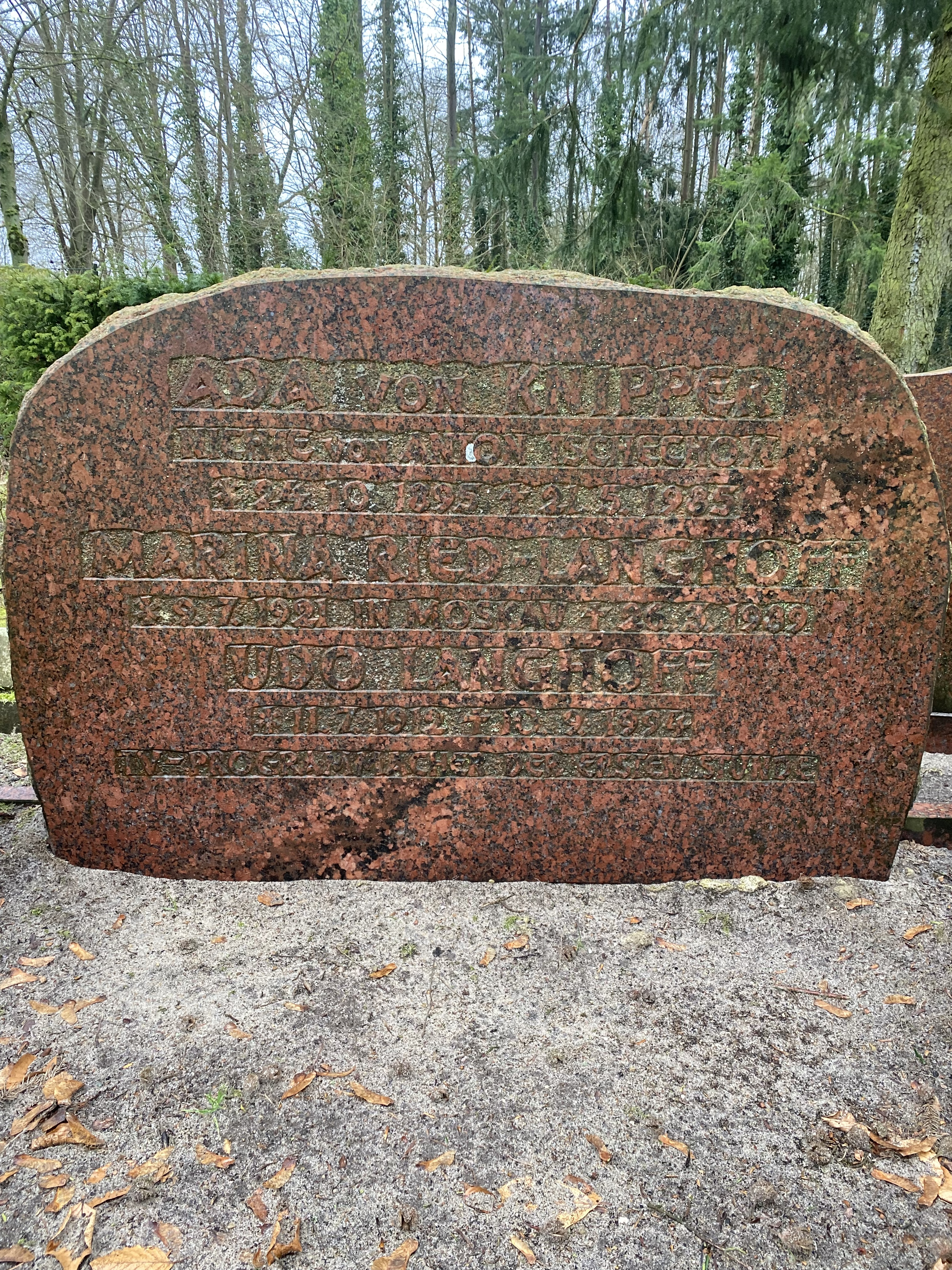
Grabstätte auf dem Neuen Friedhof in Jesteburg

Udo Langhoff erhielt Schauspielunterricht von Gustav Knuth und arbeitete ab 1930 als Schauspieler und Regisseur unter anderem an den Hamburger Kammerspielen. Von 1934 bis 1937 hatte er ein Engagement am Theatre Albert Premier in Paris. Bereits zu dieser Zeit kam er mit dem noch jungen Medium Fernsehen in Kontakt. 1950 war Langhoff am Versuchsprogramm des damaligen Nordwestdeutschen Rundfunks beteiligt, 1953 kommentierte er die 10-stündige Liveübertragung der Krönung Königin Elisabeth II. 1958 wurde er Leiter und Organisator des Nachmittagsprogramms der ARD. In dieser Eigenschaft lagen ihm insbesondere Beiträge für Kinder und Jugendliche am Herzen, auf seine Initiative hin wurden beispielsweise Inszenierungen der Bad Segeberger Karl-May-Spiele ins Programm genommen.
Unter Langhoffs zahlreichen Inszenierungen fand sich auch die 28-teilige Serie Biblische Geschichte, die mit Stockpuppen der Wuppertaler Puppenspiele dargestellt wurde. Udo Langhoff war bis zu deren Tod mit der Schauspielerin Marina Ried verheiratet. Er ruht auf dem Neuen Friedhof in Jesteburg an der Seite seiner Frau. 

## Filmografie

### Als Regisseur (Auswahl)
- 1952: Im Kerzenlicht (Dokumentarfilm)
- 1953: Der Polizeibericht meldet …(Dokumentarserie)
- 1959: Schach dem Tode (Fernsehfilm)
- 1960: Michas Weg nach Bethlehem (Fernsehfilm)
- 1960: Achtung Brillenschlange (Fernsehfilm)
- 1961: Der Bund der Haifische (Fernsehfilm)
- 1963: Eine dumme Sache (Fernsehfilm)
- 1964–1969: Biblische Geschichte (28 Folgen) (Fernsehserie)
- 1965: Der aus dem Dschungel kam (Fernsehfilm)
- 1966: Die Reise nach Ecuador (Fernsehserie)
- 1966: Die Gefangenen von Murano (Fernsehfilm)
- 1966: Die rote Geldbörse (Fernsehfilm)
- 1967: Hassan Ibn Sabbah (Fernsehfilm)
- 1967: Antitoxin (Fernsehfilm)
- 1967: An einem Wochenende (Fernsehfilm)
- 1967–1968: Land ohne Steine (6 Folgen) (Dokumentarserie)
- 1969: Das tickende Herz (Fernsehfilm)
- 1970: Die Prüfung (Fernsehfilm)
- 1970: Reineke Fuchs (Fernsehfilm)
- 1971: Schwindler, Schwätzer und Belehrte (Fernsehfilm)
- 1971: Griechische Sagen (4 Folgen) (Fernsehserie)
- 1971: Hautfarbe Nebensache (Fernsehfilm)
- 1972: Jörn Drescher – 19 Jahre  (Fernsehserie)

### Als Produzent
- 1966: Die Gefangenen von Murano
- 1967: An einem Wochenende
- 1969: Das tickende Herz

### Als Autor
- 1968: Die Hausordnung (Fernsehfilm)
- 1969: Tschu Fu Taiwan (Dokumentarserie)
- 1969: Mode-Meeting Wien-Hamburg (Dokumentarfilm)
- 1970: Fähre '71 (Dokumentarfilm)
- 1972: Jörn Drescher – 19 Jahre (Co-Autor)
- 1975: Mein Onkel Theodor oder Wie man im Schlaf viel Geld verdient (Co-Autor)

## Hörspiele
- 1950: Duval fällt die Treppe rauf – Autor: Rudolf Kunze – Regie: Fritz Schröder-Jahn
- 1950: Götter, Gräber und Gelehrte – Autor: C. W. Ceram – Regie: Gustav Burmester